# Decaturville (Tennessee)
Decaturville – miasto w Stanach Zjednoczonych, w stanie Tennessee, w hrabstwie Decatur. Według danych z 2000 roku miasto miało 859 mieszkańców.